# Corps de cavalerie Schmettow (Empire allemand)

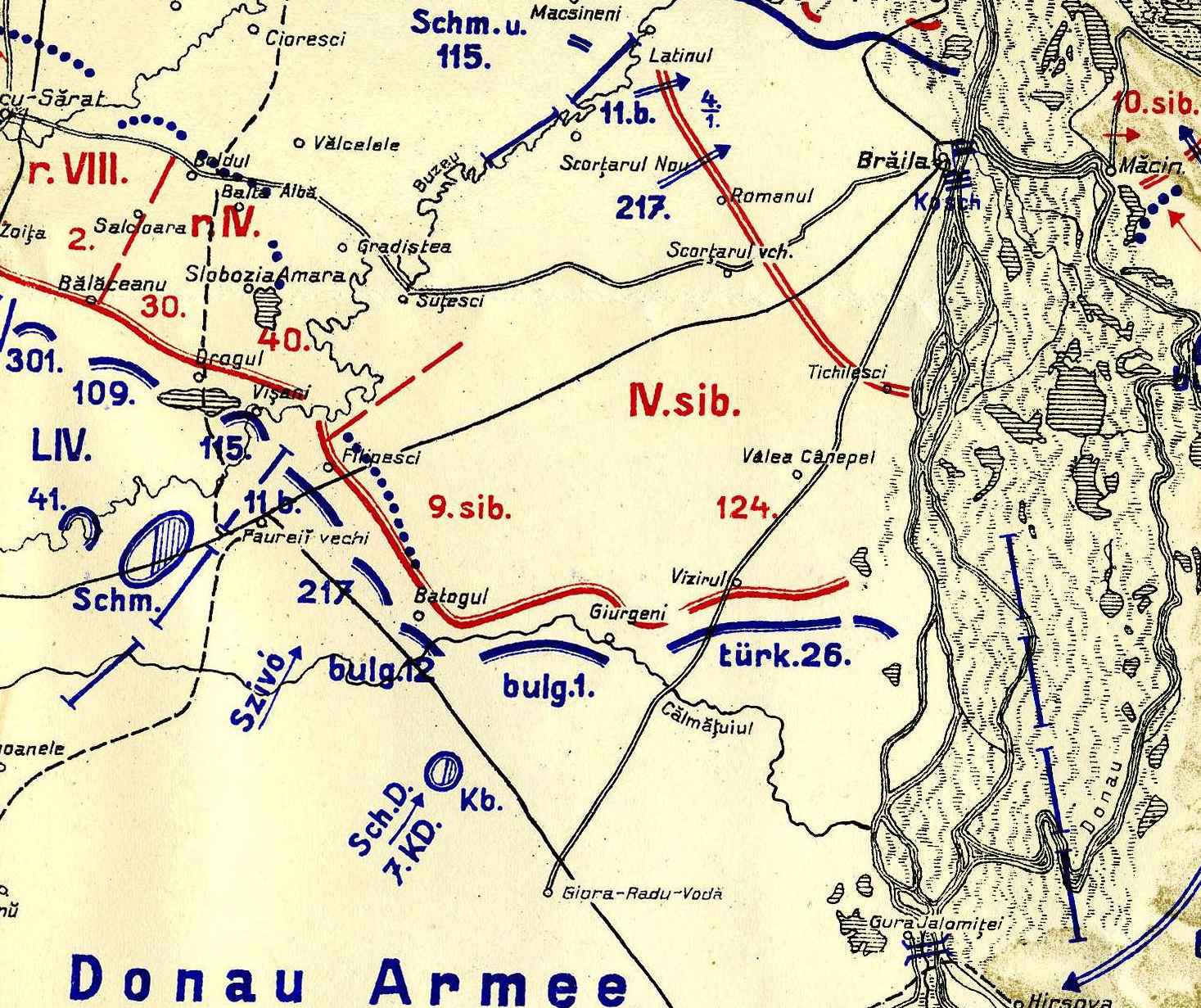
Front roumain à la fin de 1916 : corps de cavalerie Schmettow (Schm.) au nord du dispositif allemand.

Le corps de cavalerie Schmettow est une grande unité conjointe de cavalerie de l'armée impériale allemande et de l'armée austro-hongroise, sous commandement allemand. Créé le 31 août 1916 sur le front roumain, il est rebaptisé 65e corps z.b.V. le 11 janvier 1917 et transféré sur le front de l'ouest. Il est dissous en 1919. Il porte le nom de son chef, le général Eberhard von Schmettow.

## Front roumain

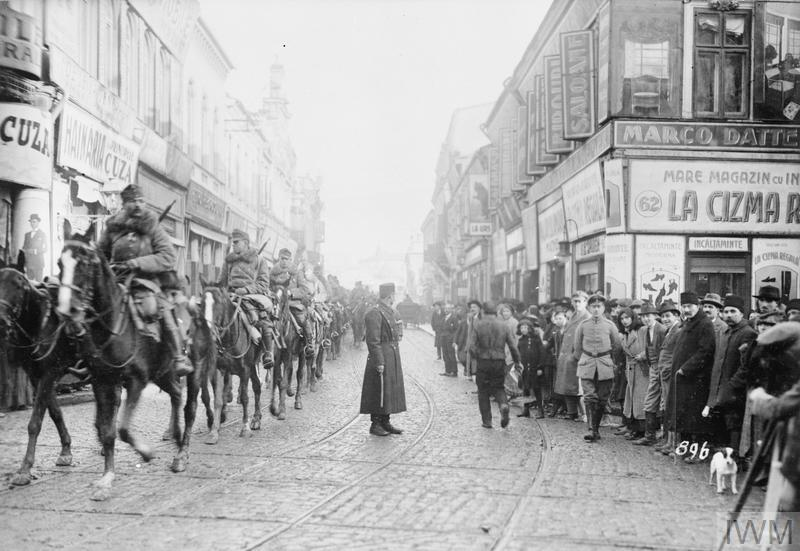
Entrée des troupes germano-austro-hongroises à Bucarest le 6 décembre 1916 : à gauche, hussards hongrois.

En août 1916, l'armée allemande compte 4 corps de cavalerie, les Ier, IIIe, Ve et VIe, déployés sur le front de l'Est face à l'armée impériale russe. Du fait de l'évolution du conflit, ils remplissent à peu près le même rôle qu'un corps d'infanterie ordinaire. L'entrée de la Roumanie dans la Première Guerre mondiale dans le camp de l'Entente, en août 1916, entraîne la création d'un nouveau corps comprenant la 3e division de cavalerie allemande et la 1re division de cavalerie austro-hongroise, à quoi s'ajoutera la 1re division d'infanterie de Honvéd (armée territoriale hongroise). Ce corps couvre l'aile gauche de la 9e armée allemande engagée en Transylvanie, sous le commandement du Generalleutnant Eberhard von Schmettow. Il participe à la bataille d'Herrmannstadt (en) (Sibiu) et, en novembre, il entre en Valachie en franchissant le passage de Târgu Jiu, en soutien du corps Kühne. À Craiova, il reçoit le renfort des 6e et 7e divisions de cavalerie allemande. En décembre, il participe à la bataille de l'Argeș qui entraîne la prise de Bucarest. Le 11 décembre 1916, von Schmettow est décoré de l'ordre Pour le Mérite.

## Front de l'Ouest

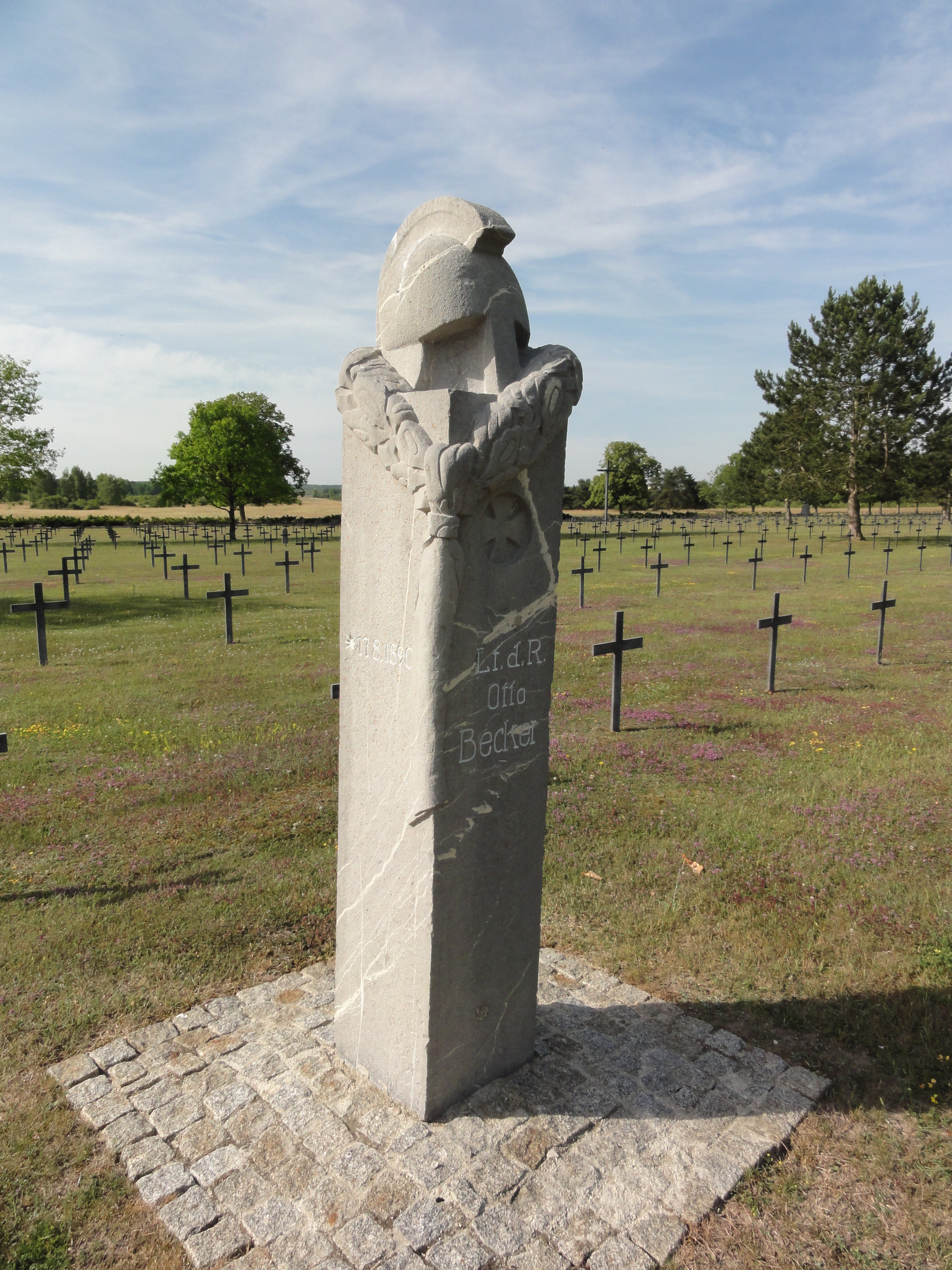
Cimetière militaire allemand de Sissonne, 2015.

Le 11 janvier 1917, le corps Schmettow est rebaptisé 65e corps z.b.V. (en allemand : Generalkommandos zur besonderen Verwendung , commandement général pour affectation spéciale). Il perd son caractère de corps de cavalerie ainsi que ses unités austro-hongroises. Il est transféré sur le front de l'Ouest. Intégré à la 1re armée et désigné comme groupe Sissonne, il participe à la seconde bataille de l'Aisne en avril 1917 puis à la troisième entre mai et juillet 1918. Il comprend alors les unités suivantes :
- 50e division
- 52e division
- 7e division de réserve

Dans les derniers mois de la guerre, le 65e corps est rattaché à la 7e armée entre la Picardie et la Belgique. Il comprend alors les unités suivantes :
- 5e division ;
- 4e division de la Garde ;
- 216e division ;
- 50e division.

Après l'armistice de 1918, le 65e corps est ramené en Allemagne pour être démobilisé. Le général von Schmettow prend sa retraite le 22 février 1919.

### Sources et bibliographie
- (en) Cet article est partiellement ou en totalité issu de l’article de Wikipédia en anglais intitulé « Cavalry Corps Schmettow (German Empire) » (voir la liste des auteurs) dans sa version du 13 février 2018.

- (de) Cet article est partiellement ou en totalité issu de l’article de Wikipédia en allemand intitulé « Eberhard von Schmettow » (voir la liste des auteurs) dans sa version du 16 avril 2018.